# Décès en 1142
Décès
- 1138
- 1139
- 1140
- 1141
- 1142
- 1143
- 1144
- 1145
- 1146

Cette page dresse une liste de personnalités mortes au cours de l'année 1142 :

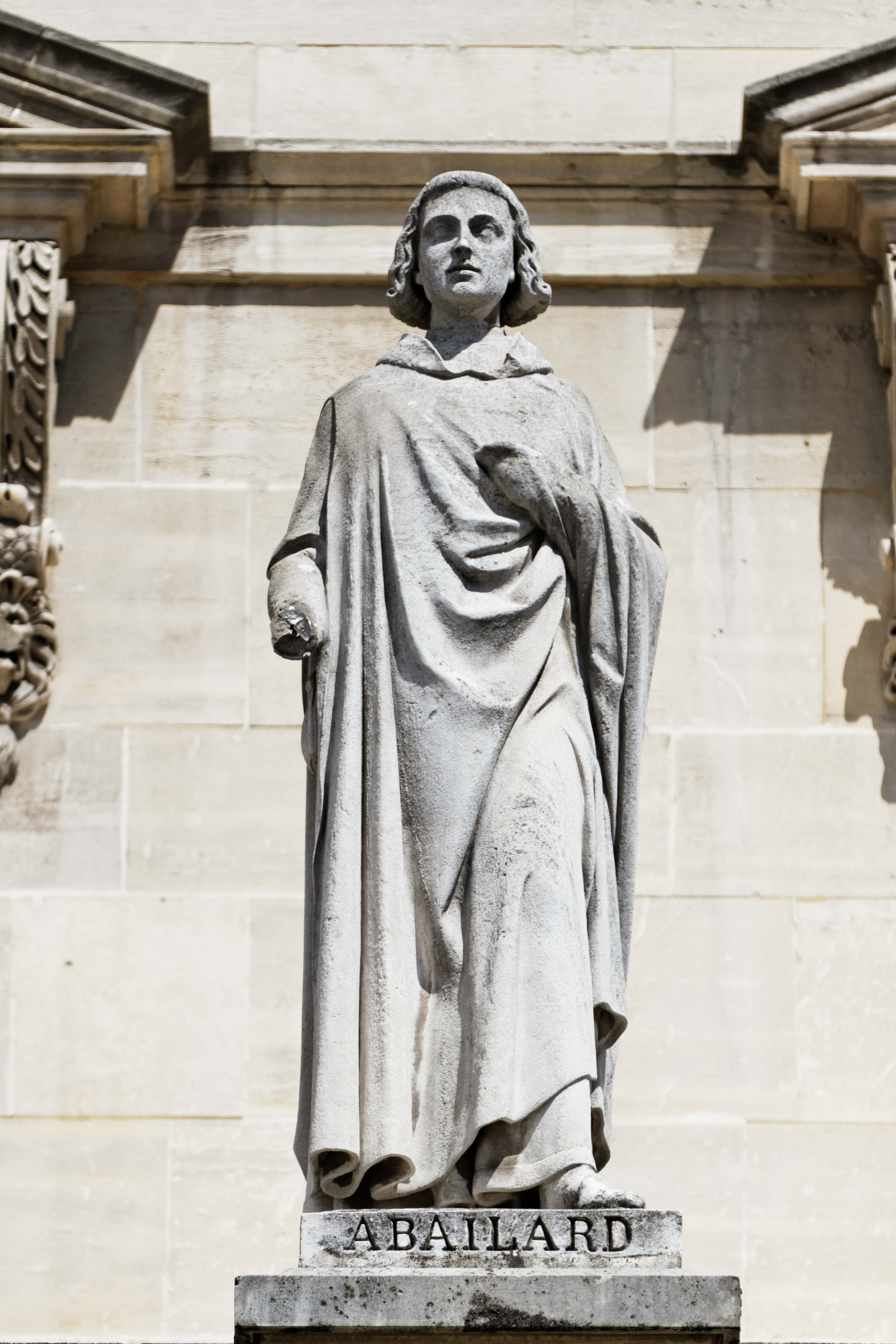
Statue de Pierre Abélard au palais du Louvre (Paris)

- 1er janvier : Guillaume Monge, moine, archevêque d'Arles et légat du pape.
- 4 janvier : Clémence d'Aquitaine, noble française.
- 16 janvier : Eilika de Saxe, héritière de la ville de Werben (Allemagne) et du comté palatin de Saxe.
- 27 janvier : Yue Fei, célèbre patriote et général chinois.
- 20 février : Fujiwara no Mototoshi, poète et courtisan kuge de la fin de l'époque de Heian.
- 30 mars : Simon de Saint-Maurice, 1er abbé de Parc.
- 21 avril : Pierre Abélard, philosophe, dialecticien et théologien chrétien, père de la scolastique et inventeur du conceptualisme.
- 6 mai : Étienne de Senlis, archidiacre de Notre-Dame de Paris, élu évêque de Paris.
- 13 juin : Godefroid II de Louvain, comte de Louvain, landgrave de Brabant, marquis d'Anvers et duc de Basse-Lotharingie.
- 25 juin : Guillaume de Verceil, ou Guillaume de Montevergine, ermite chrétien italien du XIIe siècle et le fondateur de la Congrégation de Monte Vergine.
- 19 août : Donoald, évêque d'Aleth.

- Richard de Beaufou, évêque d'Avranches.
- Béatrix de Bourbourg, héritière du comté de Guînes.
- Egilmar II, comte d'Oldenbourg.
- Richard de Gloucester (évêque de Bayeux).
- Guigues IV d'Albon, comte d'Albon.
- Guillaume Ier de Bures, connétable et régent du royaume de Jérusalem.
- Hélène de Bourgogne, noble française.
- Robert de Bruce (1er lord d'Annandale)
- Yelü Dashi, fondateur de la dynastie Liao de l'Ouest, ou khanat Kara-Khitans.

## Crédit d'auteurs
- Cet article est partiellement ou en totalité issu de l'article intitulé « 1142 » (voir la liste des auteurs).